# Tempo
«  Indication de mouvement » redirige ici. Pour les autres significations, voir Indication et Mouvement.
Pour les articles homonymes, voir Tempo (homonymie).

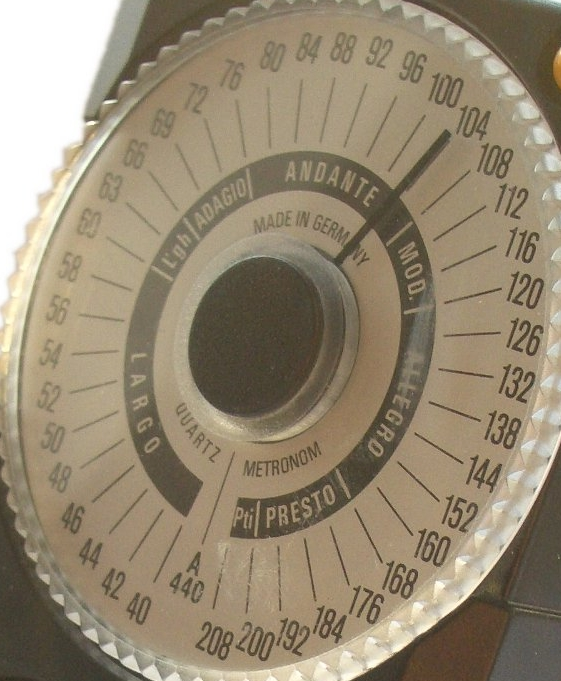
Différents tempos sur un métronome.

Les deux premières mesures de la sonate XI de Mozart (K. 331).
Le tempo, Andante grazioso, est noté par Mozart avant l'invention du métronome.
L'indication complémentaire « = 120 » est une notation de l'éditeur, qui elle peut varier d'une partition à l'autre.

En musique, le tempo (en italien : tempo « temps » ; au pl. tempos, ou, plus rare, tempi, selon le pluriel italien), appelé aussi mouvement, est la vitesse d'exécution d'une œuvre ou, plus exactement, la fréquence de la pulsation, ce battement régulier « qui sert d'étalon pour construire les différentes valeurs rythmiques ». L'indication du tempo ou l'indication de mouvement, suivant l'époque musicale, peut être précisée ou non par le compositeur sur la partition autographe. En l'absence d'indication, on utilise l'expression « sans indication de tempo », laissant le choix de la vitesse d'exécution au libre arbitre au musicien.
Son unité de mesure est le battement par minute (BPM).

## Présentation
Rarement précisé avant les années 1600 et dans les musiques extra-européennes, le tempo est souvent indiqué depuis le début du XIXe siècle (avec l’invention du métronome) en nombre de pulsations par minute ; et, moins précisément, par un terme évocateur ou descriptif, en italien dans le contexte de la musique baroque, classique et romantique et en anglais dans le contexte du jazz.
Bien que renvoyant au même phénomène, le « tempo » se distingue en musique du « temps », qui désigne l'écoulement temporel entre deux pulsations. C'est ainsi qu'un tempo rapide détermine des temps courts tandis qu'un tempo lent détermine des temps longs. Le tempo se distingue également des « temps » qui sont les unités métriques de la musique mesurée.
Le tempo échappe à une détermination rigoureuse et varie selon l'importance et la qualité de l'orchestre, au tempérament du chef d'orchestre ou de l'interprète, aux caractéristiques acoustiques de la salle, aux réactions du public. Un même tempo peut sembler trop lent ou trop rapide selon l'interprète et les conditions d'audition, tout en restant tout à fait respectable les unes autant que les autres. Affirmer que le tempo juste est pris par l'interprète, est donc bien difficile.
En 1634, Girolamo Frescobaldi publie un recueil (Canzoni da sonar nouvelle édition du primo libro, 1628) où il indique des variations de tempos selon les valeurs de note.
Michael Prætorius écrit en 1700 dans un esprit libéral : « Chacun décide lui-même, selon le texte et l'harmonie, s'il convient de jouer lent ou vite. » Johann Joachim Quantz au milieu du XVIIIe siècle consacre un chapitre entier sur l’Adagio.
Anciennement, le pouls humain était le système de référence (entre 75/80 battements par minute). En 1806,  l'invention du métronome semble mettre un terme à l'imprécision. Mais il n'en est rien : Beethoven, pourtant enthousiaste de l'invention de Mælzel, revient de nombreuses fois sur ses propres indications — laissant supposer que le métronome était défectueux ou qu'il n'avait pas testé la musique avec. Par exemple pour le premier mouvement de la Neuvième symphonie, indiquant d'abord « 108 oder 120 Mælzel », incompatible avec l'indication Allegro ma non troppo un poco maestoso, puis « 88 » qui est encore extrêmement rapide. Le cas n'est pas rare, surtout si le compositeur devient l'interprète de ses œuvres (par exemple Cramer indiquait des tempos affolants, mais ne jouait jamais ses Études à l'allure indiquée sur les partitions — qui peuvent être le fait de l'éditeur, sans clairement être indiqué).
Les termes italiens (Adagio, Andante, Allegro…), apparaissent vers 1600 et donnent l'intention du compositeur et non celui du tempo. Littéralement le terme Allegro signifie « joyeux ».

## Historique
La façon d'indiquer le tempo d'un morceau de musique a varié au cours des siècles :
- Jusqu'au XVIIe siècle, le tempo n'est pas explicitement indiqué sur les partitions. Cependant, certains indices permettent parfois de déduire celui-ci : choix de telle ou telle unité de temps, articulation du texte chanté, titre d'une danse, etc.
- Au XVIIIe siècle, le compositeur prend l'habitude d'indiquer le tempo par des termes italiens adéquats (voir la liste ci-dessous), dont la valeur reste toutefois très relative.
Par exemple, dans l'absolu, il est extrêmement difficile de déterminer la vitesse exacte d'un andante : tout ce qu'on peut dire, c'est que cette indication renvoie à un tempo plus lent qu'un allegro, mais plus rapide qu'un largo, etc.
- À partir de l'invention du métronome, au début du XIXe siècle, le compositeur est enfin à même de noter précisément le tempo désiré pour chaque morceau, en indiquant le nombre de battements (ou de pulsations) par minute. Par exemple,  = 120, signifie que l'on doit jouer en une minute l'équivalent de cent-vingt croches, soit soixante noires, ou trente blanches, ou encore quinze rondes.
- Au XXe siècle, l'emploi des indications traditionnelles en italien a eu tendance à régresser au profit d'indications plus diversifiées exprimées dans la langue du compositeur (voir la liste ci-dessous, pour l'allemand).

## Notation explicite du tempo

### Notation métronomique
Les métronomes mécaniques sont constitués d'un balancier muni d'une masse coulissante ; la position de cette masse détermine la fréquence propre et donc la période des oscillations. Le balancier est gradué par de petites encoches permettant d'indiquer la position de la masse coulissante donnant un tempo déterminé. Les encoches devant être suffisamment éloignées les unes des autres, il n'est pas possible de mettre une centaine d'encoches sur le balancier. Les graduations suivantes sont couramment utilisées :
30 — 32 — 34 — 36 — 38 — 40 — 42 — 44 — 46 — 48 — 50 — 52 — 54 — 56 — 58 — 60 — 63 — 66 — 69 — 72 — 76 — 80 — 84 — 88 — 92 — 96 — 100 — 104 — 108 — 112 — 116 — 120 — 126 — 132 — 138 — 144 — 152 — 160 — 168 — 176 — 184 — 192 — 200 — 208 — 216 — 224 — 232 — 240 — 252
Les tempos sont espacés de deux pulsations par minute aux faibles cadences (de 30 à 60), puis de trois (de 60 à 72), de quatre (de 72 à 120), de six (de 120 à 144), de huit (de 144 à 240) et enfin de douze (de 240 à 252).

### Termes conventionnels italiens et allemands des principaux tempos
Les indications métronomiques ci-dessous sont des moyennes, ayant évolué au fil des siècles. Pour un même tempo, un compositeur peut donc choisir entre différentes appellations. Les nombres correspondent au nombre de pulsations par minute. Cette unité de référence pouvant varier selon les morceaux, elle est soit indiquée par un symbole ( blanche,  noire,  croche…), soit induite par la mesure (/2 : à la blanche, /4 : à la noire, /8 : à la croche…).
| Terme italien | Abréviation | Terme allemand,   | Signification | Pulsations par minute |
| ------------- | ----------- | ----------------- | ------------- | --------------------- |
| Largo         |             | Breit             | Large (lent)  | 40 - 60               |
| Lento         |             | Langsam           | Lent          | 52 - 68               |
| Adagio        |             | Ruhig             | À l'aise      | 60 - 80               |
| Andante       | Andte       | Gehend            | Allant        | 76 - 100              |
| Moderato      | Modto       | Gemässigt         | Modéré        | 88 - 112              |
| Allegretto    | Allto       | Ein wenig schnell | Assez allègre | 100 - 128             |
| Allegro       | Allo        | Lustig, schnell   | Allègre, gai  | 112 - 160             |
| Vivace        |             | Lebhaft           | Vif           | 120 - 140             |
| Presto        |             | Schnell, eilig    | Rapide        | 140 - 200             |
| Prestissimo   | Prestmo     | Sehr schnell      | Très rapide   | > 188                 |

### Termes conventionnels italiens des tempos secondaires
Les tempos de base peuvent être affinés, principalement par l'ajout d'un suffixe au terme italien (-ino, -etto, -issimo, -amente, …).
- Larghissimo : superlatif de Largo, indication la plus lente de mouvement (< 40),
- Grave : équivalent de largo, on trouve également Gravemente (~ 40),
- Lentissimo : très lent (< 48),
- Adagissimo : et parfois le superlatif Adagiosissimo, très lent (~ 52),
- Larghetto : moins lent que Largo, mais désigne surtout un Largo de petite dimension (56 - 64),
- Adagietto : un peu plus rapide que adagio ou Adagio de dimension modeste (68 - 76),
- Andantino : entre Andante et Moderato, mais aussi Andante de petite dimension,
- Vivo : s'emploie seul à la place de Vivace ou pour compléter une autre indication,
- Vivacissimo : le plus vite possible, complète aussi une indication précédente.

Ces indications de mouvement peuvent également être suivis d'un qualificatif indiquant le caractère du morceau (moderato, assai, molto, espressivo, grazioso, …) ou faire référence à des pièces de genre, notamment en danse (Tempo di minuetto, Tempo di valse, Tempo di mazurka, …).

### Termes conventionnels anglais utilisés dans la musique jazz
- Slow (lent)
- Medium (moyen)
- Medium Up (moyen rapide)
- Up (Rapide)

## Variations du tempo
Le tempo peut varier au cours d'un même morceau. Il lui arrive parfois même d'être purement et simplement suspendu (point d'orgue, récitatif, etc.).

### Ralentissement
Un ralentissement du tempo peut être signalé, soit par une nouvelle indication métronomique, soit par divers termes italiens, tels que :
- allargando (abrégé en allarg. ; litt. « en élargissant ») ;
- rallentando (abrégé en rall. ; litt. « en ralentissant ») ;
- ritardando (abrégé en ritar. ; litt. « en retardant ») ;
- ritenuto (abrégé en rit. ; litt. « retenu ») ;
- etc.

### Accélération
De façon analogue, une accélération du tempo peut être signalée, soit par une nouvelle indication métronomique, soit par divers termes italiens, tels que :
- animato (litt. « animé ») ;
- accelerando (abrégé en accel. ; litt. « en accélérant ») ;
- doppio (litt. « double », c'est-à-dire le double du tempo initial) ;
- più mosso (litt. « plus agité ») ;
- più moto (litt. « plus de mouvement ») ;
- stretto (litt. « serré ») ;
- etc.

### Retour au tempo initial
Après un ralentissement ou une accélération, le retour au tempo initial peut être signalé, comme précédemment, soit par une nouvelle indication métronomique, soit par divers termes italiens, tels que :
- tempo primo (abrégé en To Io ; litt. « premier tempo ») ;
- a tempo (abrégé en a To ; litt. « au tempo ») ;
- lo stesso tempo ou istesso tempo (litt. « le même tempo ») ;
- etc.

### Suspension passagère
Il arrive que le tempo soit suspendu. C'est le cas tout d'abord lorsqu'un point d'orgue est placé sur (ou sous) une figure, indiquant le prolongement de ladite figure au gré de l'interprète. D'autres fois, il s'agit de la suspension du tempo de tout un passage, laquelle peut être signalée, une fois encore, par divers termes italiens ou latins, tels que :
- ad libitum (abrégé en ad lib., du latin « à volonté ») ;
- a piacere (litt. « à plaisir ») ;
- rubato (c'est-à-dire sans rigidité métronomique) ;
- senza tempo (litt. « sans tempo »).

## Musiques sans tempo
- Le récitatif (très employé dans l'opéra) est une forme musicale dénuée de tempo : les valeurs musicales n'y sont qu'indicatives et l'interprète doit essayer avant tout d'imiter le rythme libre du langage parlé.
- Le rubato.
- Le rythme libre.
- Musique non mesurée.